# العلاقات القرغيزستانية الكونغوية
العلاقات الكونغولية القيرغيزستانية هي العلاقات الثنائية التي تجمع بين جمهورية الكونغو وقيرغيزستان.

## مقارنة بين البلدين
هذه مقارنة عامة ومرجعية للدولتين:
| وجه المقارنة                                              | [[تصنيف:صفحات تستخدم رمز علم غير موجود\|]] جمهورية الكونغو | قيرغيزستان                      |
| --------------------------------------------------------- | ---------------------------------------------------------- | ------------------------------- |
| المساحة (كم2)                                             | 342.00 ألف                                                 | 199.95 ألف                      |
| عدد السكان (نسمة)                                         | 5.26 مليون                                                 | 6.20 مليون                      |
| الكثافة السكانية (ن./كم²)                                 | 15.38                                                      | 31.01                           |
| العاصمة                                                   | برازافيل                                                   | بيشكك                           |
| اللغة الرسمية                                             | لغة فرنسية                                                 | اللغة الروسية، اللغة القيرغيزية |
| العملة                                                    | فرنك وسط أفريقي                                            | سوم قيرغيزستاني                 |
| الناتج المحلي الإجمالي (بليون دولار)                      | 8.72 مليار                                                 | 7.56 مليار                      |
| الناتج المحلي الإجمالي (تعادل القوة الشرائية) بليون دولار | 29.48 مليار                                                | 20.45 مليار                     |
| الناتج المحلي الإجمالي الاسمي للفرد دولار أمريكي          | 1.85 ألف                                                   | 1.10 ألف                        |
| الناتج المحلي الإجمالي للفرد دولار أمريكي                 |                                                            |                                 |
| مؤشر التنمية البشرية                                      | 0.591                                                      | 0.655                           |
| رمز المكالمات الدولي                                      | +242                                                       | +996                            |
| رمز الإنترنت                                              | .cg                                                        | .kg                             |
| المنطقة الزمنية                                           | ت ع م+01:00                                                | ت ع م+06:00                     |

## منظمات دولية مشتركة
يشترك البلدان في عضوية مجموعة من المنظمات الدولية، منها:
| علم المنظمة | اسم المنظمة                        | تاريخ انضمام جمهورية الكونغو | تاريخ انضمام قيرغيزستان |
| ----------- | ---------------------------------- | ---------------------------- | ----------------------- |
|             | البنك الدولي للإنشاء والتعمير      | 10 يوليو 1963                | 18 سبتمبر 1992          |
|             | يونسكو                             | 24 أكتوبر 1960               | 2 يونيو 1992            |
|             | منظمة التجارة العالمية             | ?                            | ?                       |
|             | وكالة ضمان الاستثمار متعدد الأطراف | 16 أكتوبر 1991               | 21 سبتمبر 1993          |
|             | منظمة الشرطة الجنائية الدولية      | ?                            | ?                       |
|             | مؤسسة التمويل الدولية              | 1 أكتوبر 1980                | 11 فبراير 1993          |
|             | الأمم المتحدة                      | 20 سبتمبر 1960               | 2 مارس 1992             |
|             | مؤسسة التنمية الدولية              | 8 نوفمبر 1963                | 24 سبتمبر 1992          |
|             | منظمة حظر الأسلحة الكيميائية       | ?                            | ?                       |